# Giorgio Ronconi (baritono)
Giorgio Ronconi (Milano, 6 agosto 1810 – Madrid, 8 gennaio 1890) è stato un baritono italiano, celebre per la recitazione brillante e l'avvincente presenza scenica. Nel 1842 fu il creatore del protagonista nel Nabucco di Giuseppe Verdi, alla Scala di Milano.

## Carriera

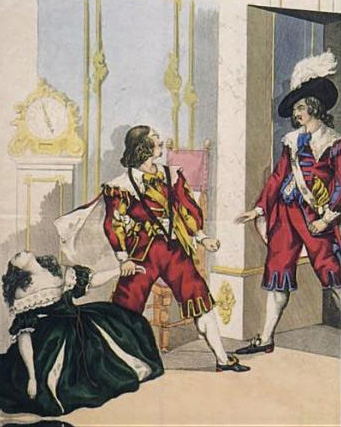
Eugenia Tadolini, Carlo Guasco e Giorgio Ronconi nella scena finale di Maria di Rohan di Donizetti alla première di Vienna.

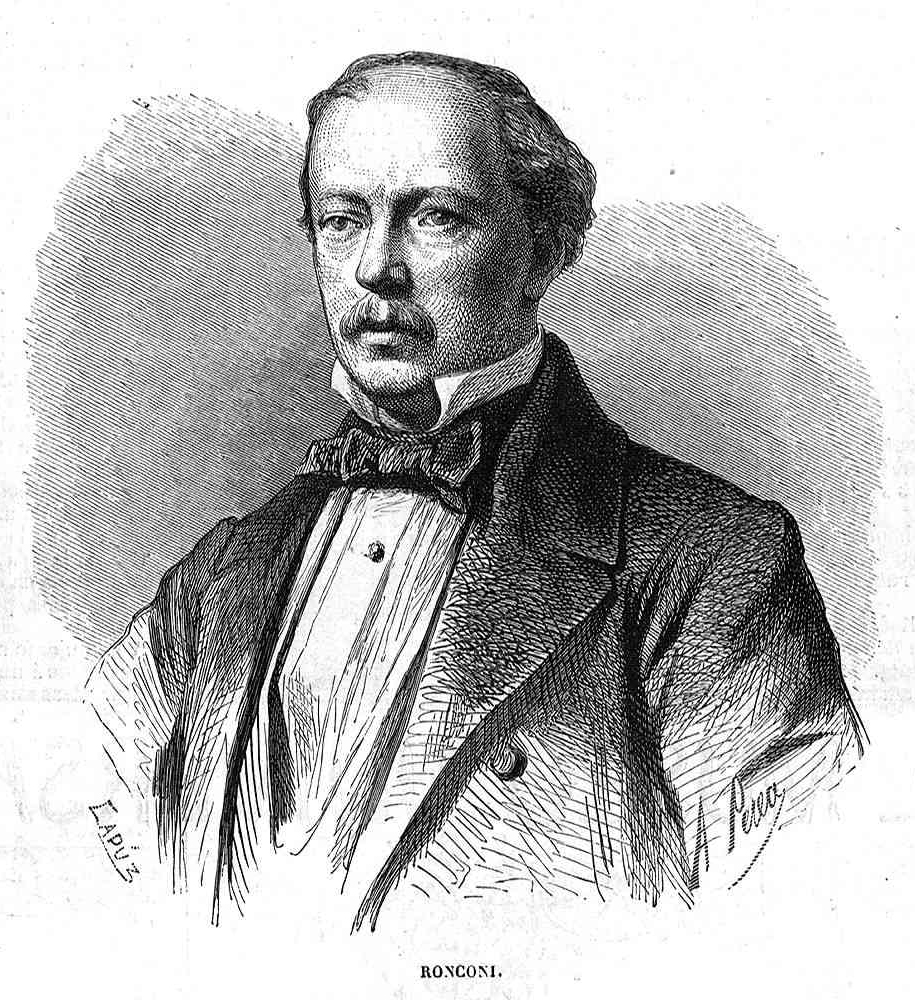
Ritratto di Ronconi del 1864

Ronconi studiò canto col padre, Domenico Ronconi, che era un tenore di spicco. Debuttò a Pavia nel 1831, come Valdeburgo nella Straniera di Bellini, e proseguì cantando alla Scala e in altri teatri italiani. Negli anni 1830 e 1840 cantò e tenne a battesimo numerose opere di Donizetti (Il furioso all'isola di San Domingo, Il campanello, Maria Padilla, Maria di Rohan).
L'8 ottobre 1837 sposò a Napoli il soprano Elguerra Giannoni. Secondo alcuni resoconti, la Giannoni aveva cantato con un certo successo al Lyceum Theatre e al King's Theatre di Londra. Harold Rosenthal ha scritto: "Questa signora, che aveva fatto fiasco virtualmente su tutti i palcoscenici operistici europei, era considerata solo una buona cantante per sale da concerto; ma il marito era così indispensabile per ogni teatro italiano che, volenti o nolenti, si doveva ingaggiare anche lei."
Nel 1842, Ronconi apparve per la prima volta a Londra, all'His Majesty's Theatre, interpretando la parte di Henry Ashton nella Lucia di Lammermoor di Donizetti. Il successo di Ronconi con il pubblico al di fuori dell'Italia fu immediato, ed egli continuò ad essere uno dei più popolari e influenti artisti d'opera fino ai primi anni 1870, quando si ritirò. Apparve, per esempio, a Londra al Covent Garden dal 1847 al 1866; si poté ascoltarlo a Vienna nel 1843; cantò a San Pietroburgo tra il 1850 e il 1860 e a New York tra il 1866 e il 1872.
La sua voce non era né estesa né di eccellente qualità, ma il talento per la recitazione e la forza della personalità ponevano riparo ai difetti vocali. Si sentiva a proprio agio nella commedia come nella tragedia, e i due ruoli per i quali è ricordato in modo particolare, il Rigoletto di Verdi e Figaro nel Barbiere di Siviglia di Rossini, testimoniano l'ampio ventaglio delle sue doti. Il critico Henry Chorley, nel suo Recollections, dedica un'estesa sezione alla forza di Ronconi. Negli ultimi anni, Ronconi fondò una scuola di canto a Granada in Spagna e accettò un posto di professore al Conservatorio Reale di Madrid.
Ronconi fu l'iniziatore di una stirpe di grandi baritoni italiani, che si protrasse fino a tempi moderni. Tra i suoi contemporanei o immediati successori più stimati si possono segnalare Felice Varesi, Leone Giraldoni, Francesco Graziani e Antonio Cotogni, tutti eccezionali interpreti verdiani.
Un altro celebre baritono del XIX secolo, Charles Santley, raccontò questo episodio nelle sue memorie: "La parola libertà era stata eliminata dal vocabolario teatrale dagli occupanti austriaci. Nel duetto Suoni la tromba (I puritani), in un'occasione Ronconi pronunciò le parole gridando libertà con così tanto vigore ed enfasi che il pubblico ne fu eccitatissimo, e nacque un gran trambusto. Il mattino successivo Ronconi fu rimproverato per avere usato la parola proibita, e gli venne chiesto di usare in suo luogo, in future occasioni, la parola lealtà. Poco dopo, interpretando il sergente nell'Elisir d'amore, in ossequio a questa richiesta, egli sostituì perdé la liberta con perdé la lealtà, con conseguenti risate stridule del pubblico e grande imbarazzo dei fautori della lealtà."

## Ruoli creati
- Cardenio ne Il furioso all'isola di San Domingo di Donizetti (2 Gennaio 1833, Roma)
- Il ruolo del titolo in Torquato Tasso di Donizetti (9 Settembre 1833, Roma)
- Eufemio in Eufemio da Messina di Giuseppe Persiani (inverno 1836, Teatro del Fondo, Napoli)
- Enrico ne Il campanello di Donizetti (1 Giugno 1836, Napoli)
- Nello della Pietra in Pia de' Tolomei di Donizetti (18 Febbraio 1837, Venezia)
- Corrado Waldorf in Maria de Rudenz di Donizetti (30 Gennaio 1838, Venezia)
- Don Cesare ne La sposa di Messina di Vaccaj (2 Marzo 1839, Venezia)
- Don Pedro di Castiglia in Maria Padilla di Donizetti (26 Dicembre 1841, Milano)
- Il ruolo del titolo in Nabucco di Verdi (9 Marzo 1842, Milano)
- Enrico Duca di Chevreus in Maria di Rohan di Donizetti (5 Giugno 1843, Vienna)